# FINA Svjetske plivačke serije u Hrvatskoj
FINA Svjetske plivačke serije u Hrvatskoj, u otvorenim vodama (daljinskom plivanju) održavaju se FINA UltraMarathon Swim Series (prije FINA Open Water Swimming Grand Prix i još ranije FINA Marathon Swimming World Series) - utrke su duljine 15km - 88km i FINA Marathon Swim World Series (prije FINA 10km Marathon Swim World Series, FINA 10K Marathon Swimming World Cup, FINA 10km Marathon Swimming World Cup, FINA 10K World Cup) - sve utrke su duljine 10km, u bazenima se održavaju FINA Swimming World Cup, pokrenut 1989. koji se održava se u 25-metarskim bazenima i International Swimming League (ISL) pokrenuta 2019. 

## Daljinsko plivanje
| Godina | Naziv utrke                                                          | Duljina [km] | Lokacija / Start–Cilj       | Broj natjecatelja | Broj natjecatelja | Pobjednik        | Pobjednik   | Pobjednik | # 2              | # 3                | UK    | Pobjednica    | Pobjednica  | Pobjednica | # 2          | # 3                 | Bilješke | Ref                     |
| Godina | Naziv utrke                                                          | Duljina [km] | Lokacija / Start–Cilj       | M+Ž               | Ž                 | Plivač           | Vrijeme [h] | MP [min]  | # 2              | # 3                | UK    | Plivačica     | Vrijeme [h] | MP [min]   | # 2          | # 3                 | Bilješke | Ref                     |
| ------ | -------------------------------------------------------------------- | ------------ | --------------------------- | ----------------- | ----------------- | ---------------- | ----------- | --------- | ---------------- | ------------------ | ----- | ------------- | ----------- | ---------- | ------------ | ------------------- | -------- | ----------------------- |
| 2019.  | FINA UltraMarathon Grand Prix Croatia – Crikvenica - Novi Vinodolski | 20           | Crikvenica– Novi Vinodolski | 22                | 10                | Edoardo Stochino | 4;18:03     | +0:03     | Evgenij Pop Acev | Francesco Ghettini | ž 10. | Angela Maurer | 4;28:10     | +0:17      | Alice Franco | Romina Imwinkelried | [ I 1 ]  | [ 1 ] [ 2 ] [ 3 ] [ 4 ] |

Bilješke
1. ↑  Prva hrvatska utrka koja je bila dio neke FINA Svjetske serije pa je ujedno i prva utrka FINA UltraMarathon Swim Series u Hrvatskoj. Prvo (svjetsko) natjecanje u vodenim sportovima u Hrvatskoj koje je uključeno u FINU. Gotovo u cijelosti se plivalo uz obalnu šetnicu tako da se praktički cijela utrka mogla pratiti s obale - jedino takvo FINA natjecanje u maratonskom plivanju te sezone.